# Kabinett Lieberknecht
Das Kabinett Lieberknecht bildete vom 4. November 2009 bis zum 5. Dezember 2014 die Landesregierung des Freistaates Thüringen. Nachdem die CDU bei der Landtagswahl 2009 die absolute Mehrheit der Mandate verloren hatte, übernahm Ministerpräsident Dieter Althaus die Verantwortung für die Wahlniederlage und erklärte wenige Tage später seinen Rücktritt. Die Bildung einer Koalition mit der SPD übernahm die bisherige Sozialministerin Christine Lieberknecht, die am 30. Oktober 2009 vom Thüringer Landtag zur neuen Ministerpräsidentin und damit zur ersten weiblichen Regierungschefin des Freistaates gewählt wurde.
Dazu war ein dritter Wahlgang erforderlich, da Lieberknecht in den ersten beiden Wahlgängen nur jeweils 44 Stimmen erhielt und damit die notwendige Mehrheit der Mitglieder des Landtags (45 von 88 Stimmen) verfehlte. Erst nachdem Bodo Ramelow, Spitzenkandidat der Linken, als Gegenkandidat auftrat, war die Wahl Lieberknechts erfolgreich: Obwohl im dritten Wahlgang die einfache Mehrheit der Stimmen genügte, erhielt sie sogar sieben zusätzliche Stimmen aus dem Lager der Oppositionsparteien. Die Ernennung und Vereidigung der Minister erfolgte am 4. November 2009.
Bei der Wahl zum 6. Thüringer Landtag am 14. September 2014 erlitt die SPD starke Stimmenverluste (minus 6,1 Prozentpunkte), während die CDU leicht zulegte (plus 2,3 Prozentpunkte) und stärkste Landtagsfraktion blieb. Trotzdem entschied sich die SPD gegen eine Fortsetzung der rechnerisch möglichen schwarz-roten Koalition und bildete gemeinsam mit den Parteien Die Linke und Bündnis 90/Die Grünen ein neues Regierungsbündnis.
Am 14. Oktober 2014 trat der 6. Thüringer Landtag erstmals zusammen. Damit war die Amtszeit der Landesregierung beendet. Sie blieb gemäß Artikel 75 Absatz 2 der Verfassung des Freistaats Thüringen geschäftsführend im Amt, bis am 5. Dezember 2014 die neu gebildete rot-rot-grüne Koalition unter Ministerpräsident Bodo Ramelow ihre Arbeit aufnahm.

## Mitglieder der Landesregierung
| Amt                                                                                  | Bild | Name                                                      | Partei | Partei    |
| ------------------------------------------------------------------------------------ | ---- | --------------------------------------------------------- | ------ | --------- |
| Ministerpräsidentin                                                                  |      | Christine Lieberknecht                                    |        | CDU       |
| Stellvertreter der Ministerpräsidentin Minister für Bildung, Wissenschaft und Kultur |      | Christoph Matschie                                        |        | SPD       |
| Innenminister                                                                        |      | Peter M. Huber (bis 16. November 2010)                    |        | CDU       |
| Innenminister                                                                        |      | Jörg Geibert (seit 8. Dezember 2010)                      | CDU    |           |
| Justizminister                                                                       |      | Holger Poppenhäger                                        |        | SPD       |
| Finanzminister(in)                                                                   |      | Marion Walsmann (bis 8. Dezember 2010)                    |        | CDU       |
| Finanzminister(in)                                                                   |      | Wolfgang Voß (seit 8. Dezember 2010)                      | CDU    |           |
| Minister für Wirtschaft, Arbeit und Technologie                                      |      | Matthias Machnig (bis 29. November 2013)                  |        | SPD       |
| Minister für Wirtschaft, Arbeit und Technologie                                      |      | Uwe Höhn (18. Dezember 2013 bis 14. Oktober 2014)         | SPD    |           |
| Ministerin für Soziales, Familie und Gesundheit                                      |      | Heike Taubert                                             | SPD    |           |
| Minister für Landwirtschaft, Forsten, Umwelt und Naturschutz                         |      | Jürgen Reinholz                                           |        | CDU       |
| Minister für Bau, Landesentwicklung und Verkehr                                      |      | Christian Carius (bis 14. Oktober 2014)                   | CDU    |           |
| Minister(in) für Bundes- und Europaangelegenheiten Chef(in) der Staatskanzlei        |      | Jürgen Schöning (bis 8. Dezember 2010)                    |        | parteilos |
| Minister(in) für Bundes- und Europaangelegenheiten Chef(in) der Staatskanzlei        |      | Marion Walsmann (8. Dezember 2010 bis 24. September 2013) |        | CDU       |
| Minister(in) für Bundes- und Europaangelegenheiten Chef(in) der Staatskanzlei        |      | Jürgen Gnauck (16. Oktober 2013 bis 1. Juli 2014)         | CDU    |           |

## Veränderungen
Innenminister Peter M. Huber wechselte am 16. November 2010 als Richter ans Bundesverfassungsgericht. Die Amtsgeschäfte des Innenministeriums übernahm vorübergehend Finanzministerin Marion Walsmann. Da auch Staatskanzleichef Jürgen Schöning sein Ausscheiden aus der Landesregierung ankündigte, wurde das Kabinett am 8. Dezember 2010 auf drei Positionen umgebildet: Wolfgang Voß, bisheriger Staatssekretär im Sächsischen Staatsministerium der Finanzen, wurde zum Thüringer Finanzminister ernannt. Seine Amtsvorgängerin Marion Walsmann wurde Ministerin für Bundes- und Europaangelegenheiten und Chefin der Thüringer Staatskanzlei, der bisherige Innenstaatssekretär Jörg Geibert übernahm die Leitung des Thüringer Innenministeriums.
Am 24. September 2013 wurde Staatskanzleichefin Marion Walsmann entlassen. Zu ihrem Nachfolger wurde am 16. Oktober 2013 Jürgen Gnauck ernannt, der dieses Amt bereits einmal von 1999 bis 2003 unter dem früheren Ministerpräsidenten Bernhard Vogel bekleidete. Ein weiterer Ministerwechsel erfolgte wenige Wochen später: Wirtschaftsminister Matthias Machnig trat am 29. November 2013 zurück, um den Wahlkampf der SPD zur Europawahl 2014 zu leiten. Sein Nachfolger wurde am 18. Dezember 2013 Uwe Höhn, der bisherige Vorsitzende der SPD-Landtagsfraktion.
Am 1. Juli 2014 erklärte Staatskanzleichef Jürgen Gnauck seinen Rücktritt. Da die Thüringer Landtagswahl am 14. September 2014 unmittelbar bevorstand, wurde das Amt nicht mehr nachbesetzt. Der Bevollmächtigte des Freistaates Thüringen beim Bund, Ministerialdirigent Reinhard Stehfest, übernahm kommissarisch die Leitung der Staatskanzlei.
Die letzten Personaländerungen im „Kabinett Lieberknecht“ erfolgten, nachdem die Landesregierung gemäß Landesverfassung nur noch geschäftsführend im Amt war. In der konstituierenden Sitzung des 6. Thüringer Landtags am 14. Oktober 2014 wurden Verkehrsminister Christian Carius zum Landtagspräsidenten und Wirtschaftsminister Uwe Höhn zum Vizepräsidenten gewählt. Bis zur Amtsübernahme der neuen Landesregierung wurden ihre Ämter von Jörg Geibert (Bau, Landesentwicklung und Verkehr) und Heike Taubert (Wirtschaft, Arbeit und Technologie) geschäftsführend wahrgenommen.

## Staatssekretäre der Thüringer Ministerien
Staatssekretäre gehören der Thüringer Landesregierung nicht an. Sie sind die obersten Beamten des Freistaates Thüringen, fungieren als Amtschefs der Ministerien, leiten einzelne Geschäftsbereiche oder übernehmen Sonderaufgaben.
| Staatskanzlei und Ministerien                                             | Staatssekretäre                                                               |
| ------------------------------------------------------------------------- | ----------------------------------------------------------------------------- |
| Thüringer Staatskanzlei                                                   | Peter Zimmermann (bis 30. Juni 2013) Hildigund Neubert (ab 22. Oktober 2013)  |
| Thüringer Innenministerium                                                | Jörg Geibert (bis 8. Dezember 2010) Bernhard Rieder (ab 8. Dezember 2010)     |
| Thüringer Ministerium für Bildung, Wissenschaft und Kultur                | Thomas Deufel (bis 12. November 2014) Roland Merten                           |
| Thüringer Justizministerium                                               | Dietmar Herz                                                                  |
| Thüringer Finanzministerium                                               | Rainer Spaeth (bis 14. September 2011) Dirk Diedrichs (ab 14. September 2011) |
| Thüringer Ministerium für Wirtschaft, Arbeit und Technologie              | Jochen Staschewski                                                            |
| Thüringer Ministerium für Soziales, Familie und Gesundheit                | Hartmut Schubert                                                              |
| Thüringer Ministerium für Landwirtschaft, Forsten, Umwelt und Naturschutz | Roland Richwien                                                               |
| Thüringer Ministerium für Bau, Landesentwicklung und Verkehr              | Marion Eich-Born (bis 29. Februar 2012) Inge Klaan (ab 1. März 2012)          |